# Heliothinae
Die Heliothinae sind eine Unterfamilie der Eulenfalter (Noctuidae), die derzeit etwa 365 Arten (400 Arten) umfasst. Die Arten sind überwiegend nachtaktiv (Nachtfalter). Einige der Arten gelten als Schädlinge an Kulturpflanzen. Die in Nord- und Südamerika vorkommende Art Heliothis virescens (Fabricius), die an Tabakpflanzen lebt, soll Schäden in Milliardenhöhe verursachen.

## Merkmale
Die Heliothinae beinhalten überwiegend kleine oder mittelgroße Falter mit kompaktem Körperbau. Sie besitzen wenig modifizierte Venulae und eine Areole auf den Vorderflügeln sowie vollständige ventrale Laminae an der Furca des Metathorax. Wie bei allen Vertretern der Noctuoidea sind Tympanalorgane vorhanden. Sie sind überwiegend nachtaktiv, in der Ruheposition treffen sich die dorsalen Ecken der Vorderflügel in der Mittellinie der Falter. Als Apomorphie gelten die versetzte Anordnung der Setae L1 und L2 auf dem Prothorax der späteren Raupenstadien und die Haut der Raupen, die mit konischen Körnchen besetzt sind, die spitze apikale Dornen tragen. Eine dornige Haut kommt zwar auch bei anderen Unterfamilien der Noctuidae (Herminiinae, Cuculliinae und Plusiinae) vor, ist dort aber konvergent entstanden.

## Geographische Verbreitung, Lebensraum und Lebensweise
Die Heliothinae sind eine kosmopolitische Unterfamilie der Eulenfalter. Sie leben  meist in warmen trockenen Regionen beider Hemisphären. Bisher kennt man die Nahrungspflanzen nur von einem Viertel der Arten. Von diesen sind ungefähr 70 % mono- oder oligophag. Die meisten der monophagen Arten fressen an Arten der Korbblütler (Asteraceae) oder nahe verwandter Pflanzenfamilien, wie z. B. an  Lippenblütlern (Lamiaceae), Sperrkrautgewächsen (Polemoniaceae), Braunwurzgewächsen (Scrophulariaceae) oder Nachtschattengewächsen (Solanaceae). Außer diesen sind einige wenige Arten auch auf Süßgräser (Poaceae) und Hülsenfrüchtler (Fabaceae) ausgewichen. Die Raupen fressen hauptsächlich an Blüten und Früchten der überwiegend krautigen Pflanzen. Die restlichen 30 Prozent der Arten der Heliothinae sind polyphag, darunter befinden sich auch einige Arten, wie z. B. Helicoverpa armigera und Heliothis virescens, die jährlich Schäden in Milliardenhöhe an Nutzpflanzen verursachen.

## Systematik
Die Gattungen der Unterfamilie Heliothinae mit den in Europa vorkommenden Arten:
- Adisura Moore, 1881
- Aedophron Lederer, 1857 (mit den Untergattungen Aedophron (Aedophoron) Lederer, 1857 und Aedophron (Askemosynephron) Zilli & Ronkay, 2009)
  - Aedophron phlebophora Lederer, 1858
  - Aedophron rhodites (Eversmann, 1851)
- Australothis Matthews, 1991
- Baptarma Smith, 1904
- Derrima Walker, 1858
- Engusanacantha Berio, 1941
- Erythrophaia Staudinger, 1891
- Eutricopsis Morrison, 1875
- Helicoverpa Hardwick, 1965
  - Baumwoll-Kapseleule (Helicoverpa armigera (Hübner, 1808))
- Helicocheilus Grote, 1865
  - Heliocheilus syrticola (Staudinger, 1879)
- Heliolonche Grote, 1873
- Heliothis Ochsenheimer, 1816
  - Heliothis adaucta Butler, 1878
  - Heliothis incarnata Freyer, 1838
  - Warneckes Heidemoor-Sonneneule (Heliothis maritima (Graslin, 1855))
  - Heliothis nubigera Herrich-Schäffer, 1851
  - Hauhechel-Sonneneule (Heliothis ononis (Denis & Schiffermüller, 1775))
  - Heliothis peltigera (Denis & Schiffermüller, 1775)
  - Karden-Sonneneule (Heliothis viriplaca (Hufnagel, 1766))
- Heliothodes Hampson, 1910
- Helivictoria Beck, 1996
  - Helivictoria victorina (Sodoffsky, 1849)
- Jingia Chen, 1983
- Melaporphyria Grote, 1874
- Microhelia Hampson, 1910
- Periphanes Hübner, 1821 (mit den Untergattungen Periphanes (Periphanes) Hübner, 1821 und Periphanes (Pyrocleptria) Hampson, 1903)
  - Rittersporn-Sonneneule (Periphanes delphinii (Linnaeus, 1758))
  - Periphanes cora (Eversmann 1837)
- Philareta Moore, 1881
  - Philareta treitschkei (Frivaldszky, 1835)
- Protadisura Metthews, 1991
- Protoschinia Hardwick, 1970
  - Beifuß-Blüteneule (Protoschinia scutosa (Denis & Schiffermüller, 1775))
- Psectrotarsia Dognin, 1907
- Pyrrhia Hübner, 1821
  - Pyrrhia exprimens (Walker, 1857)
  - Pyrrhia purpura (Hübner, 1817)
  - Umbra-Sonneneule (Pyrrhia umbra (Hufnagel, 1766))
- Schinia Hübner, 1818
  - Schinia cardui (Hübner, 1790)
  - Schinia cognata (Freyer, 1833)
  - Schinia purpurascens (Tauscher, 1809)
- Timora Walker, 1856